# Qalatga Darband
Qalatga Darband és un jaciment arqueològic del Kurdistan iraquià identificat com una de les ciutats fundades l'any 331 aC per Alexandre el Gran i la ubicació de la qual es desconeixia.
La ciutat es troba al sud-est de l'actual ciutat de Ranya, a la riba del llac Dukan, a la Governació de Sulaymaniyya.

## Història
La ciutat va ser fundada l'any 331 aC per Alexandre el Gran durant la seva campanya contra l'Imperi Persa aquemènida.
El jaciment va ser descobert l'any 1996 mitjançant imatges per satèl·lit espia nord-americanes preses a la dècada de 1960, com a part del programa Corona, i desclassificades a la dècada de 1990.

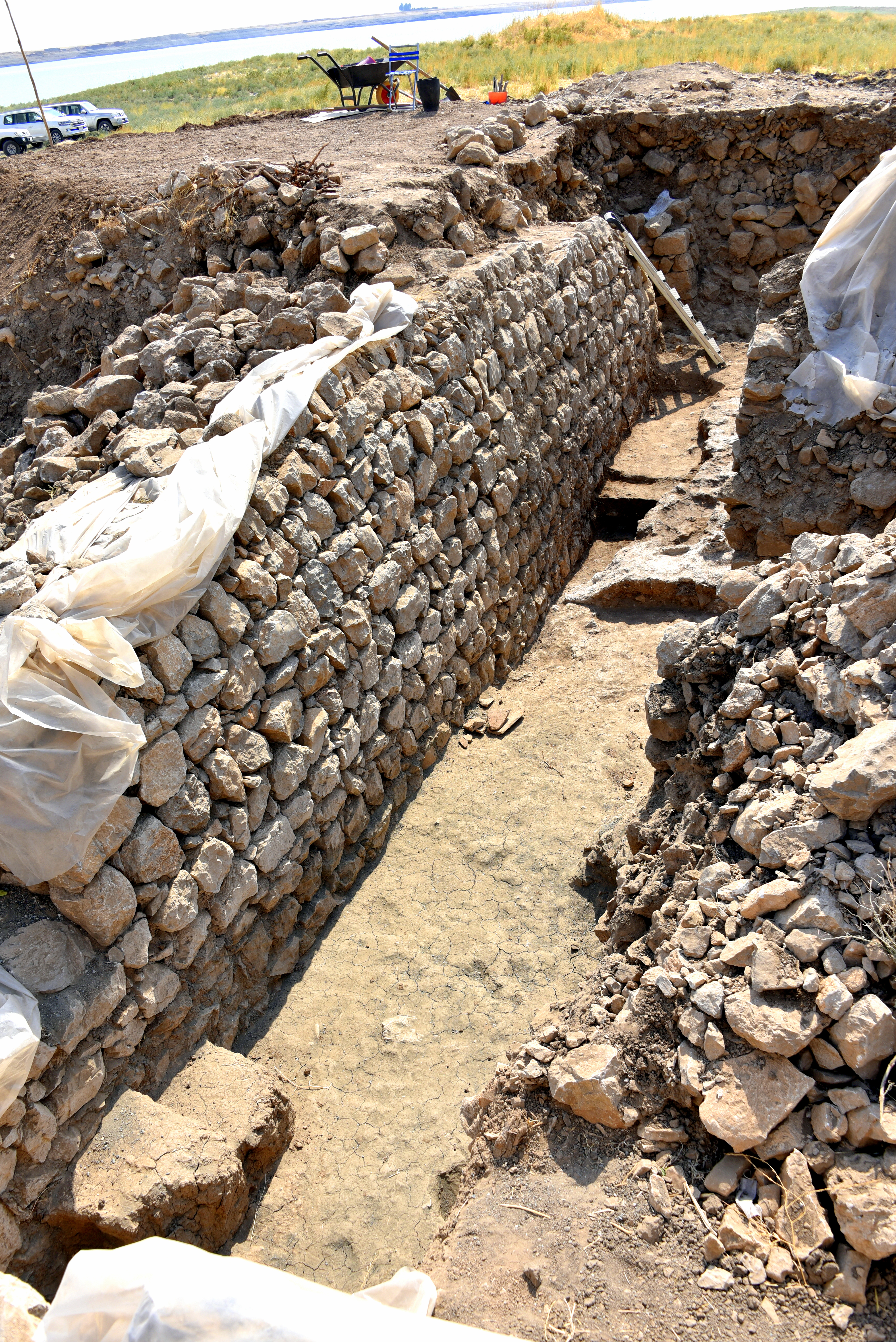
Imatge del jaciment.

El setembre de 2017, un equip d'arqueòlegs iraquians i britànics va visitar el jaciment per primera vegada. Les primeres excavacions que hi van dur a terme els van permetre descobrir diversos objectes, com dues estàtues que representen Persèfone i probablement Adonis, així com una moneda amb l'efígie d'Orodes II, rei dels parts del segle I aC. Aquestes excavacions s'estan duent a terme en el marc del projecte arqueològic Darband-i Rania que pretén inventariar i protegir els jaciments arqueològics amenaçats per la presència d'Estat Islàmic a la regió.

## Ruïnes
El jaciment té una superfície de 60 hectàrees, i compta amb una muralla al seu costat oest Abans que el llac fos embassat a la dècada de 1950, Qalatga Darband estava situat en una terrassa del Zab Inferior i, per tant, estratègicament situat al coll de Darband-i-Ranya, que connecta la plana de Ranya a l'oest amb la plana de Peixdar a l'est.